# Championnat d'Espagne de football de deuxième division 1933-1934
 (juin 2021).
Si vous disposez d'ouvrages ou d'articles de référence ou si vous connaissez des sites web de qualité traitant du thème abordé ici, merci de compléter l'article en donnant les références utiles à sa vérifiabilité et en les liant à la section « Notes et références ».
Navigation
Segunda División 1932-33 Segunda División 1934-35
Le championnat d'Espagne de football de deuxième division 1933-1934 est la 6e édition du championnat. Organisé par la Fédération espagnole de football, le championnat se déroule du 5 novembre 1933 au 4 mars 1934.
Le vainqueur du championnat est le Séville FC.

## Règlement de la compétition
Comme la saison précédente, le championnat est composé d'un groupe de dix clubs. Selon un système de ligue, les dix équipes s'affrontent à deux reprises, une fois à domicile et une fois à l'extérieur, soit un total de dix-huit matches. L'ordre des matches a été décidé par un tirage au sort avant le début de la compétition.
Le classement final est établi sur le nombre des points obtenus lors de chaque rencontre, à raison de deux points par match gagné, un pour un match nul et aucun pour une défaite. Si, à la fin du championnat, deux équipes ont le même nombre de points, les critères établis par le règlement pour départager les équipes sont les suivants :
1. Les confrontations directes entre les équipes à égalité.
2. Si l'égalité persiste, celui qui a la meilleure différences de buts.

L'équipe ayant le plus de points à la fin du championnat est champion de Segunda División et est promue directement en Primera División pour la saison suivante, étant remplacée par la dernière équipe de cette catégorie.
D'autre part, le dernier classé de Segunda División est relégué en Divisions Régionales.

## Équipes participantes
| \| Alavés A. Madrid Celta Coruña Gijón Murcie Osasuna Sabadell Séville Unión \| Localisation des clubs engagés dans le championnat. |
| Alavés A. Madrid Celta Coruña Gijón Murcie Osasuna Sabadell Séville Unión                                                           |

| Clubs              | Ville           | Stade          |
| ------------------ | --------------- | -------------- |
| CD Alavés          | Vitoria-Gasteiz | Mendizorroza   |
| Athletic de Madrid | Madrid          | Metropolitano  |
| CA Osasuna         | Pampelune       | San Juan       |
| Club Celta         | Vigo            | Stade Balaídos |
| CD Coruña          | La Corogne      | Riazor         |
| Murcie FC          | Murcie          | La Condomina   |
| CS Sabadell        | Sabadell        | Creu Alta      |
| Séville FC         | Séville         | Nervión        |
| Sporting de Gijón  | Gijón           | El Molinón     |
| Unión Club de Irun | Irun            | Gal            |

## Classement
| Rang | Équipe             | Pts | J  | G  | N | P  | Bp | Bc | Diff |  | Résultats (▼ dom., ► ext.) | SEV | ATH | MUR | CEL | OSA | SPO | COR | UNI | SAB | ALA  |
| ---- | ------------------ | --- | -- | -- | - | -- | -- | -- | ---- |  | -------------------------- | --- | --- | --- | --- | --- | --- | --- | --- | --- | ---- |
| 1    | Séville FC         | 27  | 18 | 11 | 5 | 2  | 56 | 27 | +29  |  | Séville FC                 |     | 3-3 | 6-2 | 3-1 | 5-1 | 2-1 | 9-0 | 3-1 | 5-1 | 4-0  |
| 2    | Athletic de Madrid | 24  | 18 | 11 | 2 | 5  | 45 | 28 | +17  |  | Athletic de Madrid         | 0-2 |     | 2-2 | 4-0 | 3-1 | 5-1 | 3-1 | 3-1 | 3-1 | 5-0  |
| 3    | Murcie FC          | 21  | 18 | 10 | 1 | 7  | 41 | 31 | +10  |  | Murcie FC                  | 2-1 | 2-3 |     | 3-1 | 1-0 | 3-0 | 4-1 | 3-1 | 6-0 | 6-0  |
| 4    | Club Celta         | 20  | 18 | 9  | 2 | 7  | 44 | 28 | +16  |  | Club Celta                 | 4-0 | 4-0 | 3-1 |     | 4-1 | 1-1 | 3-2 | 3-0 | 6-0 | 8-0  |
| 5    | CA Osasuna         | 18  | 18 | 9  | 0 | 9  | 47 | 39 | +8   |  | CA Osasuna                 | 1-3 | 2-1 | 1-0 | 3-1 |     | 6-0 | 4-1 | 3-0 | 6-0 | 10-2 |
| 6    | Sporting de Gijón  | 18  | 18 | 8  | 2 | 8  | 30 | 38 | -8   |  | Sporting de Gijón          | 0-0 | 1-0 | 3-0 | 2-0 | 3-2 |     | 4-0 | 1-2 | 4-3 | 1-0  |
| 7    | CD Coruña          | 17  | 18 | 7  | 3 | 8  | 35 | 38 | -3   |  | CD Coruña                  | 3-3 | 1-2 | 2-1 | 4-1 | 4-0 | 4-1 |     | 4-0 | 2-0 | 2-0  |
| 8    | Unión Club de Irun | 16  | 18 | 7  | 2 | 9  | 31 | 43 | -12  |  | Unión Club de Irun         | 5-5 | 3-1 | 1-2 | 1-2 | 3-1 | 2-1 | 2-1 |     | 3-2 | 1-1  |
| 9    | CS Sabadell P      | 14  | 18 | 5  | 4 | 9  | 31 | 45 | -14  |  | CS Sabadell                | 2-2 | 1-2 | 3-0 | 1-1 | 3-2 | 5-2 | 1-1 | 5-1 |     | 1-0  |
| 10   | CD Alavés R        | 5   | 18 | 1  | 3 | 14 | 18 | 61 | -43  |  | CD Alavés                  |     | 2-5 | 2-3 | 2-1 | 0-2 | 3-4 | 2-2 | 2-4 | 2-2 |      |

Promotion et relégation
- 1er et 2e : promotion en Primera División

Abréviations
- R : Relégué de Primera División 1932-1933
- P : Promu de Tercera División 1932-1933

1. ↑  Bien qu'à la fin de la saison, aucune équipe ne soit relégué, le CD Alavés décide de renoncer volontairement à sa place pour la saison prochaine après avoir terminé dernier.

## Bilan de la saison
| Championnat d'Espagne de football de deuxième division 1933-1934 |                       |
| Champion                                                         | Séville FC (2e titre) |
| Dauphin                                                          | Athletic de Madrid    |
| Promotions et relégations                                        |                       |
| Promus en Primera División                                       | Séville FC            |
| Promus en Primera División                                       | Athletic de Madrid    |
| Relégués en Segunda División                                     | aucun                 |
| Promus en Segunda División                                       | Valladolid Deportivo  |
| Relégués en Tercera División                                     | aucun                 |

1. ↑  Du fait de l'expansion du championnat de première division, de 10 à 12 équipes. Aucune équipe n'est reléguée en deuxième division.